# ホドニーン
ホドニーン （チェコ語: Hodonín [ˈɦodoɲiːn], ドイツ語: Göding）は、チェコ、南モラヴィア州の都市。

## 地理
ブルノの南東約50km、スロバキア国境に接する。

## 歴史
ホドニーンの地にスラヴ人の城が建てられたのは10世紀である。1169年に初めて地名が記され、1228年にはボヘミア王国の王立都市となった。16世紀のホドニーンは、レイパ領主の領地で、多数をプロテスタント住民が占めていたが、白山の戦い後にカトリックへの再改宗が進められた。18世紀終わりから、タバコ産業、食品加工、テキスタイルの各産業が導入された。
中世からホドニーン住民はドイツ系が多かった。しかし戦間期になるとドイツ系住民はオーストリアへ移住し、替わってチェコ人が多く移り住んだ。1945年のベネシュ布告によるドイツ人追放が進められ、民族比率が逆転した（1930年のホドニーン人口は約13,000人で、内ドイツ系は582人）。

## 出身者
- トマーシュ・マサリク
- オイゲン・ノイフェルト - 俳優

## 姉妹都市
- カットーリカ、イタリア
- ホリーチ、スロバキア
- ストールベルク、ドイツ
- ズィステルスドルフ、オーストリア